# Jonkowo

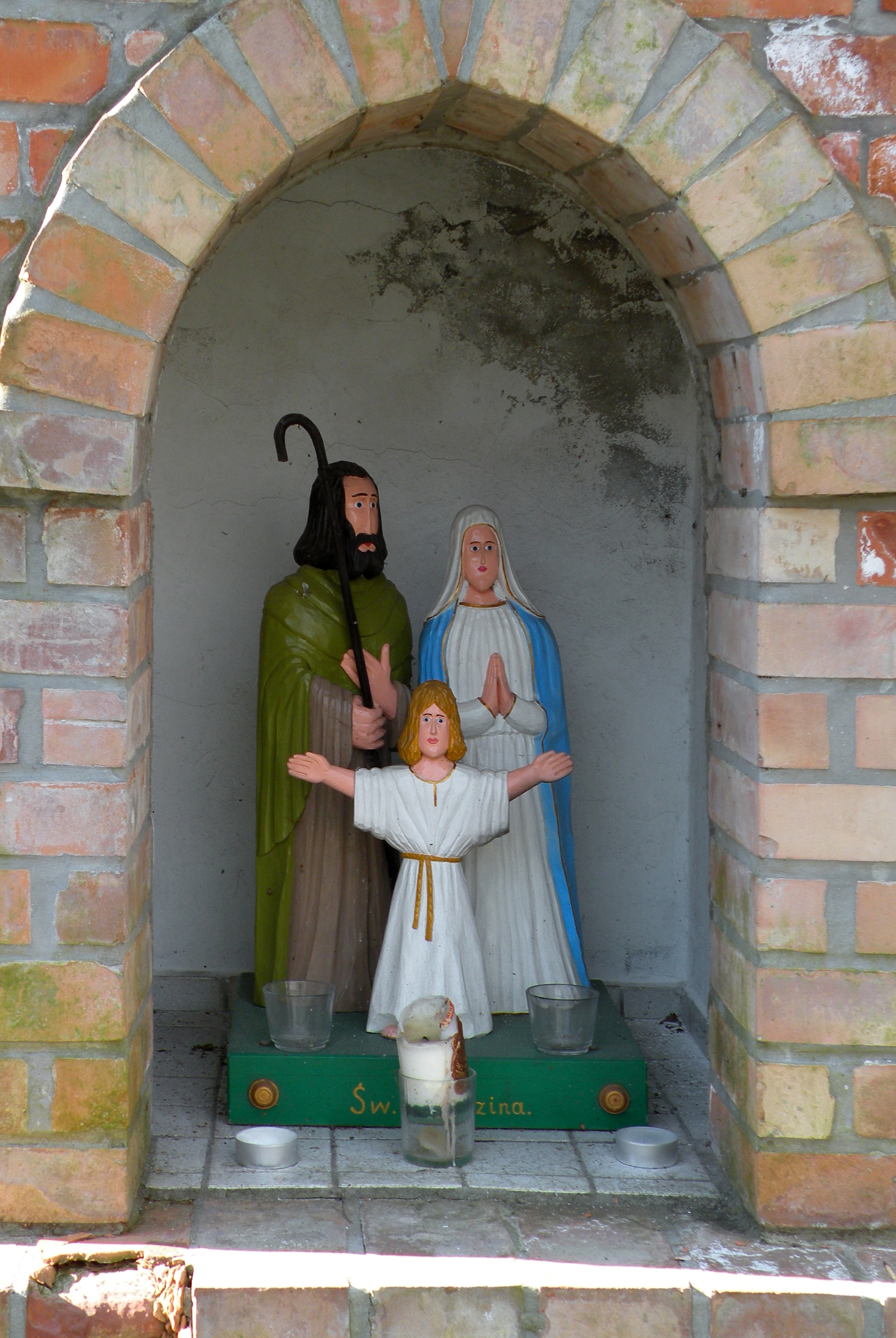
Kapliczka z dzwonkiem, przed Jonkowem, odnowiona w 2000 r., współczesna rzeźba Świętej Rodziny, przykład żywej tradycji

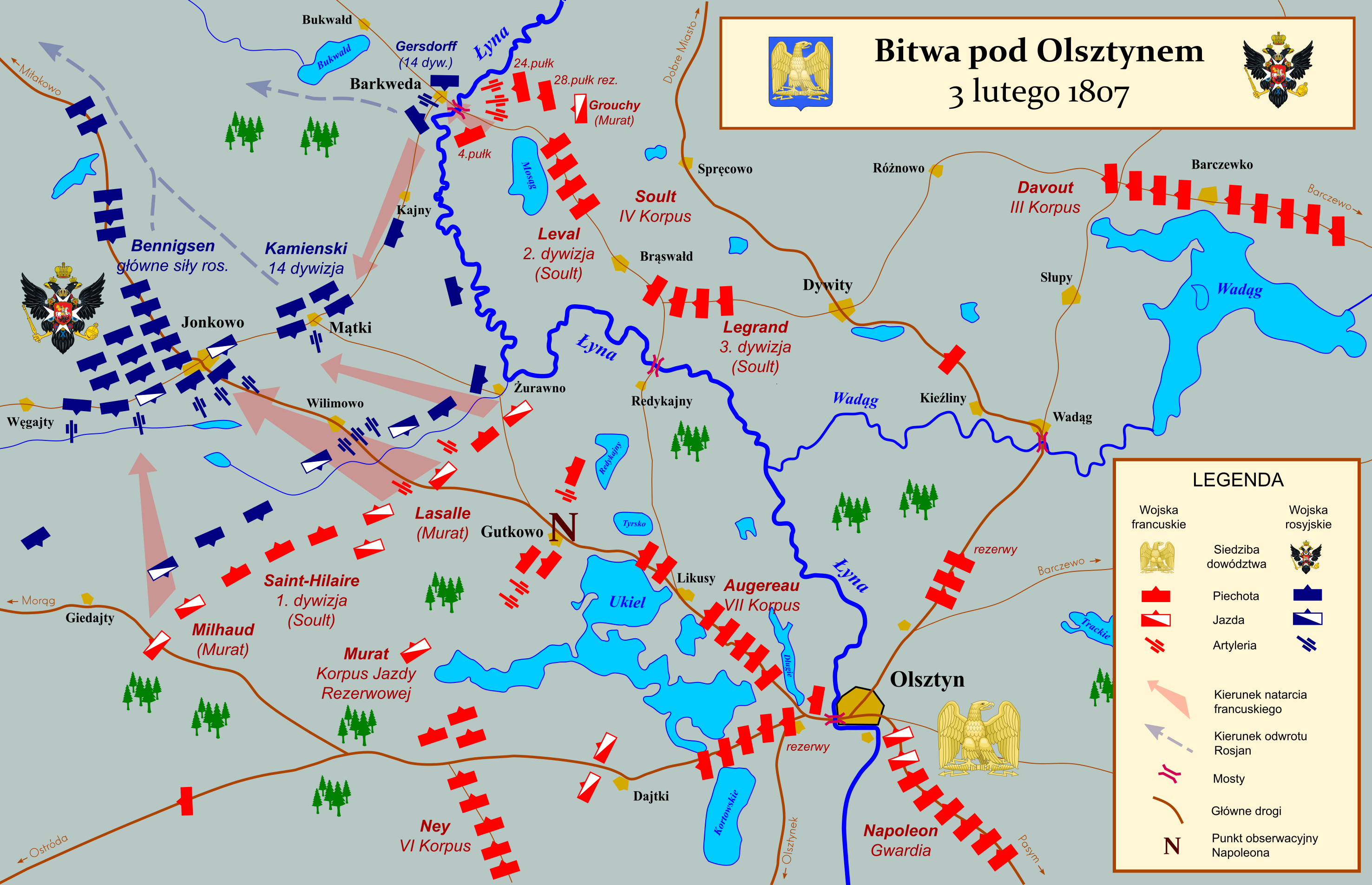
Plan bitwy pod Jonkowem 3-4 lutego 1807 r.

Jonkowo (niem. Jonkendorf) – wieś w Polsce położona w województwie warmińsko-mazurskim, w powiecie olsztyńskim, w gminie Jonkowo
Wieś leży na trasie linii kolejowej nr 220 Olsztyn – Elbląg, z przystankiem Jonkowo.
W latach 1954–1972 wieś należała i była siedzibą władz gromady Jonkowo. W latach 1975–1998 miejscowość administracyjnie należała do województwa olsztyńskiego.
Miejscowość jest siedzibą gminy Jonkowo. Znajduje się tu kościół, cmentarz z zabytkowymi nagrobkami, kilka kapliczek, przystanek autobusowy, mały park przed urzędem gminy, kilka sklepów, straż pożarna, ośrodek zdrowia, apteka, poczta, restauracja, posterunek policji. W pobliżu przystanek kolejowy oraz torfowisko, objęte badaniami naukowymi, prowadzonymi przez Wydział Biologii i Biotechnologii UWM w Olsztynie.

## Historia
Wieś lokowana była w 1345 r. przez biskupa warmińskiego Hermana z Pragi (w zasadzie potwierdził założenie wsi kościelnej), na 60 włókach) na  prawie chełmińskim, pod pierwotną nazwą Hogenbuche (oznaczające w języku niemieckim Wysokie Buki, ale proponowana nazwa nie przyjęła się). Zasadźca był Jonekon. Jonkowo zostało założone na pruskim terytorium zwanym Gudikus przy bagnisku Mosenbruch, na granicy z Gritegrucz. Nazwa wsi przyjęła się od nazwiska pierwszego sołtysa Prusa o imieniu Jonekony (Joneko) ze wsi Bartołty (obecnie Bartołty Wielkie). W akcie lokacyjnym wsi dla sołtysa przeznaczono 6 włók (włóki sołtysa, wolne od podatku) oraz kolejnych 6 włók za służbę konną (w razie wojny). Sołtys otrzymał dodatkowo zezwolenie na prowadzenie karczmy z wyszynkiem piwa oraz prawo połowu ryb w jeziorze zwanym Rauthschoys i polowania w okolicznych lasach (na własne potrzeby). Pięć  włók przeznaczono na uposażenie parafii. Pierwszy kościół powstał w latach 1350–1375 i był drewniany. W 1356 r. biskup warmiński Jan Stryprock zapisał Jonkowo kapitule kolegiackiej w Dobrym Mieście. W czasie wojny polsko-krzyżackiej w 1414 r. Jonkowo zostało spalone i splądrowane. Kolejny akt lokacyjny dla powtórnego zasiedlenia Jonkowa wydał biskup warmiński Jan Abezier w 1421 roku. Przywilej lokacyjny wystawiony został dla Jacoba Knosla i Bartuscha Prusa.
Kolejny raz Jonkowo zostało spalone podczas wojny trzynastoletniej (1454–1466), tym razem przez wojska krzyżackie. Opuszczone włóki w Jonkowie zasiedlał nowymi osadnikami jeszcze w latach 1516, 1518 i 1521 Mikołaj Kopernik jako administrator dóbr kapituły warmińskiej. W Jonkowie Kopernik był dwa razy.
Parafia w Jonkowie pojawiła się w wykazie parafii warmińskich pod koniec XV w., a na początku XVI w. została zapisana do archiprezbiteriatu dobromiejskiego.
18 września 1580 r., kościół wybudowany pod koniec XIV wieku, konsekrował biskup Marcin Kromer, ku czci św. Jana Chrzciciela.
W 1656 r. w Jonkowie było dwóch sołtysów, dwóch wolnych gospodarzy,14 chłopów (włościan) i jedna karczma.
Po wkroczeniu armii szwedzkiej na Warmię w 1703 r. Jonkowo (tak jak i inne okoliczne miejscowości) zostały obłożone wysoką kontrybucją, która doprowadziło je do ruiny. W czasie epidemii dżumy w 1710 r. w Jonkowie zmarło 124 mieszkańców. Po wygaśnięciu epidemii na Warmii, kiedy rozwinął się kult św. Rocha, patrona przeciw zarazie, Jonkowo odwiedzały liczne pielgrzymki warmińskie. W tym czasie sołtysami w Jonkowie byli Marcin Barczewski i Jan Lewandowski. W 1714 r. kościół został rozbudowany od strony północnej i południowej. 14 czerwca 1715 r. kościół był ponownie konsekrowany przez sufragana warmińskiego   Jana Franciszka Kurdwanowskiego, ku czci św. Jana Chrzciciela i św. Rocha. Po kolejnej przebudowie kościół w Jonkowie był ponownie konsekrowany przez biskupa Ignacego Krasickiego 28 października 1789 r. Biskup Krasicki zachęcał miejscową ludność do utrzymywania nowo wybudowanej szkoły, na którą rząd pruski przekazał sumę 100 talarów. W tym czasie nauczycielem w szkole był wówczas Józef Bolewski.
3 lutego 1807 r. w okolicach Jonkowa miało miejsce starcie znane jako bitwa pod Olsztynem lub bitwa pod Jonkowem. Wówczas w Olsztynie, Gutkowie i Jonkowie przebywał (wraz ze swoimi wojskami) cesarz Francuzów Napoleon Bonaparte, który dowodził walkami z Rosjanami. 
Na początku XIX w. we wsi mieszkało około 286 osób. W połowie XIX w. zaczęła się powolna emigracja zarobkowa do Niemiec. W 1914 r. nastąpiła kolejna rozbudowa kościoła.
Do 1954 r. w Jonkowie była siedziba gminy Wrzesina.

## Zabytki
- Gotycki kościół wybudowano w XIV w. Później był kilkakrotnie przebudowywany. Obecnie jest to budowla z elementami architektonicznymi w stylu renesansowym, barokowym i neogotyckim. Projekt ostatniej fazy rozbudowy sporządził Fritz Heitmann. Wieża pochodzi z końca XVIII w. Drewniane sklepienie z barokowa polichromią, ołtarz główny z XIX w. z obrazem św. Rocha i rzeźbami św. Pawła i Piotra.

- Obok kościoła znajduje się klasycystyczna plebania z XIX w.
- We wsi znajdują się cztery zabytkowe kapliczki z końca XIX w.